# Manglouton et Argouste
Manglouton est un Pokémon de type normal de la septième génération.
Il a été révélé mondialement le 14 juin 2016, lors de la diffusion d'un Nintendo Treehouse à l'E3.

## Création

### Étymologie
Le nom français « Manglouton » est un mélange des mots « mangouste » et « glouton ».

## Description

### Manglouton
Manglouton est une mangouste à la fourrure marron et jaune et aux dents acérées. Il est un Pokémon commun à Alola, aussi est-il très facile à trouver et à capturer.
Le Pokédex dit à son sujet que son appétit est insatiable, et explique son aspect souvent, si ce n'est constamment grognon, par le fait qu'avoir faim le met de mauvaise humeur.

## Apparitions

### Jeux vidéo
Ils apparaissent dans les jeux Pokémon Soleil et Lune et Pokémon Ultra-Soleil et Ultra-Lune. 
Argouste est un Pokémon dominant dans les versions Soleil et Ultra-Soleil. 

### Série télévisée et films
Ils apparaissent à plusieurs reprises dans les Saisons 20, 21 et 22 de la série télévisée Pokémon.

## Réception
Lorsque ces Pokémon ont été dévoilés, ils ont rapidement fait le buzz en raison de leur forte ressemblance avec le président américain Donald Trump (en particulier Argouste), bien que cette similitude ne soit qu'une pure coïncidence. Elle a toutefois engendré quelques mèmes.